# Discocelididae
Famille
Les Discocelididae sont une famille de vers plats marins de la super-famille des Cryptoceloidea.

## Systématique

### Famille des Discocelididae
Le nom valide complet (avec auteur) de ce taxon est Discocelididae Laidlaw (d), 1903.
Discocelididae a pour synonyme Discocelidae Laidlaw, 1903, taxon considéré comme invalide par le WoRMS mais qui est le nom original proposé par Laidlaw. Cependant ces deux familles ne sont pas unifiées dans la base de données World Register of Marine Species (11 novembre 2023) : elles ont leur propre liste de genres et appartiennent à des super-familles différentes. La même distinction entre ces deux familles est faite dans les articles correspondants.

### Liste des genres
Selon la base de données World Register of Marine Species (11 novembre 2023), la famille des Discocelidae regroupe les genres suivants :
- Pseudodiscocelis Bulnes, 2010
- Tetratrema  Prudhoe, 1989